# Liste des pays par dépenses militaires

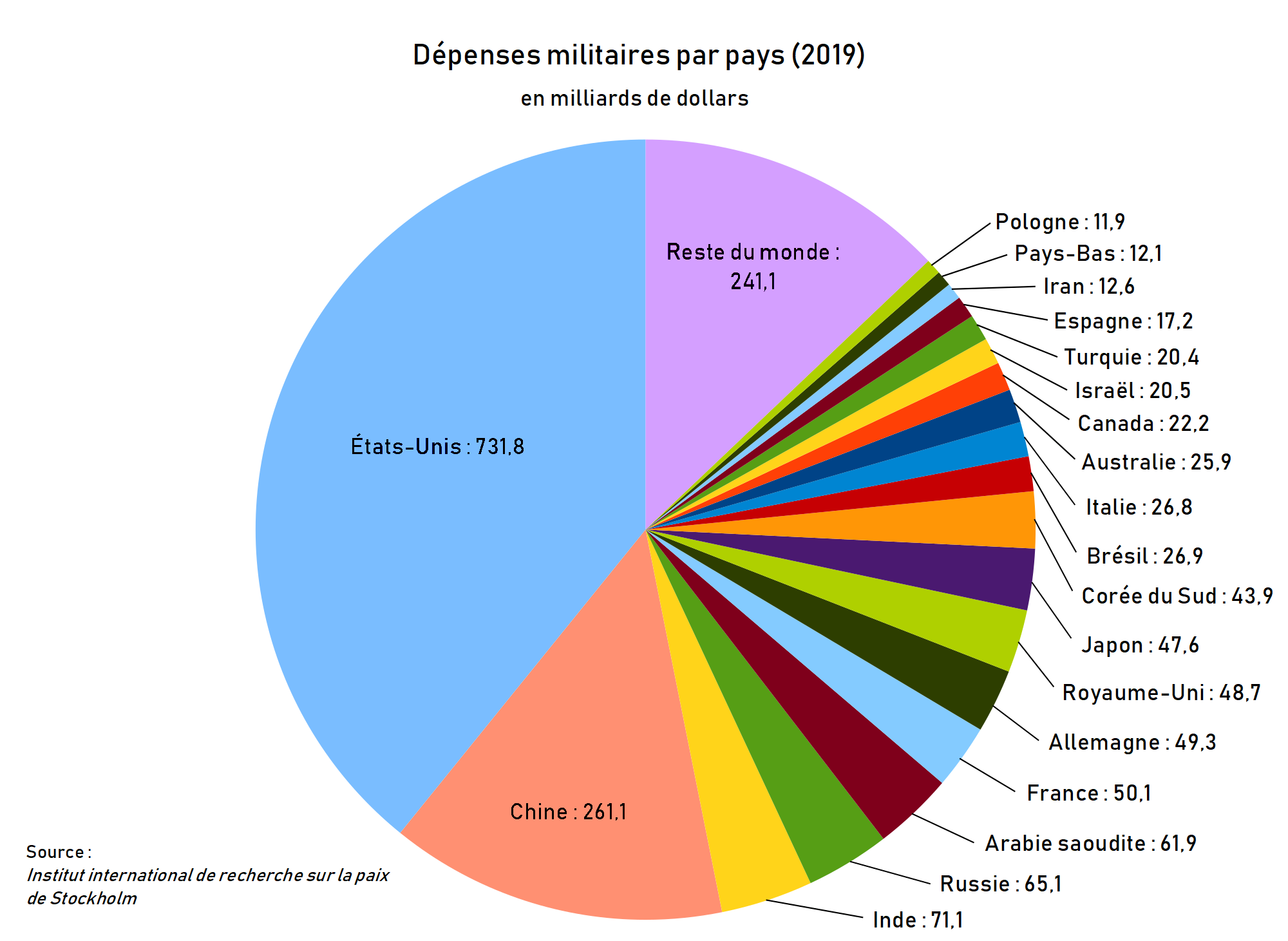
Les vingt plus gros budgets militaires au monde en 2019 d'après le SIPRI.

Le classement des pays selon leurs dépenses de défense représente un des principaux critères d'évaluation de la puissance militaire des États dans le monde. Il convient toutefois de le considérer avec prudence, compte tenu des nombreux facteurs qui peuvent affecter les capacités militaires d'un pays sans apparaitre dans ses dépenses militaires faciales.

## Source
Les données proviennent de l'Institut international de recherche sur la paix de Stockholm (SIPRI) qui gère des bases de données relatives à la défense et à la sécurité et qui produit un rapport annuel sur ces domaines, largement utilisés dans le monde entier. L'Otan publie également des chiffres de même nature, mais qui ne couvrent que les pays membres. Les méthodes de calcul étant différentes, on relève des écarts entre les chiffres de l'Otan et ceux du SIPRI pour certains des pays membres. Les dépenses militaires de l'Allemagne en 2024 ont par exemple été estimées à 2,1 % du PIB par l'Otan et à 1,9 % par le SIPRI.

## Réserves
Le budget militaire brut ne prend pas en compte l'existence ou non d'une capacité de dissuasion nucléaire, que peu de pays partagent dans le monde, ni les alliances de défense qui permettent de conjuguer les moyens de défense de plusieurs pays.
Les chiffres bruts sont affectés par les parités de change, ce qui tend à gonfler le budget facial des pays à monnaie surévaluée et à déprimer celui des pays à monnaie sous-évaluée. L'utilisation des parités de pouvoir d'achat à la place des taux de change courants pourrait contribuer à résoudre cette distorsion. Les chiffres bruts ne préjugent pas non plus du niveau d'efficacité relatif des forces militaires conventionnelles à budget équivalent, autrement dit de l'efficacité militaire de chaque dollar (ou euro) dépensé.

## Les quarante plus gros budgets de défense dans le monde
Depuis la Seconde Guerre mondiale, les États-Unis sont de loin la première puissance militaire mondiale sur la base de leur budget de défense. En 2024, le budget militaire américain représentait 37 % des dépenses militaires mondiales, une proportion toutefois en léger recul depuis la fin de la guerre d'Irak (2003-2011).
La Chine occupe la deuxième place du classement depuis environ deux décennies. Porté par la croissance économique du pays, son budget militaire est en forte hausse, alors qu'il représenterait plus ou moins la même proportion du PIB chinois depuis 2010. Ces dépenses, qui n'atteignent qu'environ 32 % de celles des États-Unis, font de la Chine la première puissance militaire en Asie. Il convient de noter que le SIPRI émet une réserve sur la fiabilité de ses estimations concernant la Chine et la Russie.
La Russie a massivement augmenté son budget militaire en raison de la guerre en Ukraine, dépassant l’Inde depuis 2022. Les dépenses militaires de l'Inde représentaient en 2024 environ 27 % de celles de la Chine.
L'Allemagne a opéré en 2024 un rattrapage massif sur ses dépenses militaires, passant en un an de 1,5 à 1,9 % du PIB, et de la septième à la quatrième place mondiale.
La France a voté en 2023 une loi de programmation militaire (LPM) de 413 milliards d'euros pour la période 2024-2030, ce qui représenterait environ 2,2 % du PIB à l'horizon 2030 selon les normes de calcul de l'Otan.
Engagé dans la guerre à Gaza, au Liban-sud, contre les Houthis du Yémen et contre l'Iran, Israël a massivement augmenté son budget militaire en 2024, le portant en un an de 5,3 à 8,8 % du PIB.
Avec 1 506 milliards de dollars, les dépenses militaires totales des pays de l'Otan représentaient en 2024 55 % des dépenses militaires mondiales.
| Rang | Pays            | Dépenses (Mds $) | Proportion du PIB | Variation 2015-2024 en $ constants |
| ---- | --------------- | ---------------- | ----------------- | ---------------------------------- |
|      | Total mondial   | 2718             | 2,5 %             | + 37 %                             |
| 01   | États-Unis      | 997              | 3,4 %             | + 19 %                             |
| 02   | Chine           | 314              | 1,7 %             | + 59 %                             |
| 03   | Russie          | 149              | 7,1 %             | + 100 %                            |
| 04   | Allemagne       | 88,5             | 1,9 %             | + 89 %                             |
| 05   | Inde            | 86,1             | 2,3 %             | + 42 %                             |
| 06   | Royaume-Uni     | 81,8             | 2,3 %             | + 23 %                             |
| 07   | Arabie saoudite | 80,3             | 7,3 %             | - 20 %                             |
| 08   | Ukraine         | 64,7             | 34,0 %            | + 1251 %                           |
| 09   | France          | 64,7             | 2,1 %             | + 21 %                             |
| 10   | Japon           | 55,3             | 1,4 %             | + 49 %                             |
| 11   | Corée du Sud    | 47,6             | 2,6 %             | + 30 %                             |
| 12   | Israël          | 46,5             | 8,8 %             | + 135 %                            |
| 13   | Pologne         | 38,0             | 4,2 %             | + 159 %                            |
| 14   | Italie          | 38,0             | 1,6 %             | + 45 %                             |
| 15   | Australie       | 33,8             | 1,9 %             | + 25 %                             |
| 16   | Canada          | 29,3             | 1,3 %             | + 38 %                             |
| 17   | Turquie         | 25,0             | 1,9 %             | + 110 %                            |
| 18   | Espagne         | 24,6             | 1,4 %             | + 35 %                             |
| 19   | Pays-Bas        | 23,2             | 1,9 %             | + 111 %                            |
| 20   | Algérie         | 21,8             | 8,0 %             | + 69 %                             |
| 21   | Brésil          | 20,9             | 1,0 %             | - 14 %                             |
| 22   | Mexique         | 16,7             | 0,9 %             | + 129 %                            |
| 23   | Taiwan          | 16,5             | 2,1 %             | + 48 %                             |
| 24   | Colombie        | 15,1             | 3,4 %             | + 35 %                             |
| 25   | Singapour       | 15,1             | 2,8 %             | + 32 %                             |
| 26   | Suède           | 12,0             | 2,0 %             | + 113 %                            |
| 27   | Indonésie       | 11,0             | 0,8 %             | + 31 %                             |
| 28   | Norvège         | 10,4             | 2,1 %             | + 79 %                             |
| 29   | Pakistan        | 10,2             | 2,7 %             | - 0,7 %                            |
| 30   | Danemark        | 10,0             | 2,4 %             | + 154 %                            |
| 31   | Roumanie        | 8,7              | 2,3 %             | + 143 %                            |
| 32   | Belgique        | 8,6              | 1,3 %             | + 58 %                             |
| 33   | Grèce           | 8,0              | 3,1 %             | + 45 %                             |
| 34   | Iran            | 7,9              | 2,0 %             | + 21 %                             |
| 35   | Koweït          | 7,8              | 4,8 %             | + 10 %                             |
| 36   | Finlande        | 7,0              | 2,3 %             | + 73 %                             |
| 37   | Suisse          | 6,7              | 0,7 %             | + 26 %                             |
| 38   | Tchéquie        | 6,5              | 1,9 %             | + 129 %                            |
| 39   | Iraq            | 6,2              | 2,4 %             | - 41 %                             |
| 40   | Philippines     | 6,1              | 1,3 %             | + 67 %                             |

- Pays manquants : Émirats arabes unis, Égypte, Thaïlande, Corée du Nord, Viêt Nam, Hongrie

## Dépenses militaires de tous les États du monde en 2010
La liste ci-dessous des pays par dépenses militaires en 2010 est également basée sur des données du SIPRI. En 2010, les dépenses militaires totales ont été de 1 630 milliards de dollars américains. De cette somme, 43 % ont été dépensés par les États-Unis, 18,4 % par l'Union européenne, 7 % par la Chine et 3,2 % par la Russie.
Le tableau ci-dessous donne les dépenses militaires de chaque pays en milliard de dollars selon le SIPRI ainsi qu'en pourcentage du produit intérieur brut (PIB). D'autres sources d'informations fournissent des valeurs significativement différentes, comme la CIA. La parité de pouvoir d'achat et la variation des taux de change sont à prendre en considération pour les comparaisons entre États.
|     |                                                 | Pays                | Dépenses militaires 2010 en millions de dollars | % du PIB 2009 | % du PIB en 2016 | Dépenses/ habitant 2009 en dollars |
| --- | ----------------------------------------------- | ------------------- | ----------------------------------------------- | ------------- | ---------------- | ---------------------------------- |
| 0   |                                                 | a                   | 0                                               | 0             |                  | 0                                  |
| 1   | Drapeau des États-Unis                          | États-Unis          | 698 105                                         | 4,7 %         | 3,6 %            | 2 141                              |
| #   | Drapeau de l’Union européenne                   | Union européenne    | 299 871                                         | 1,8 %         |                  | 595                                |
| 2   | Drapeau de la République populaire de Chine     | Chine               | 114 300                                         | 2,2 %         | 1,9 %            | 75                                 |
| 3   | Drapeau de la France                            | France              | 61 285                                          | 2,5 %         | 1,78 %           | 977                                |
| 4   | Drapeau du Royaume-Uni                          | Royaume-Uni         | 57 424                                          | 2,7 %         | 2,21 %           | 940                                |
| 5   | Drapeau de la Russie                            | Russie              | 52 586                                          | 4,3 %         | 4,7 %            | 430                                |
| 6   | Drapeau du Japon                                | Japon               | 51 420                                          | 1,0 %         | 0,93 %           | 401                                |
| 7   | Drapeau de l'Allemagne                          | Allemagne           | 46 848                                          | 1,4 %         | 1,19 %           | 558                                |
| 8   | Drapeau de l'Arabie saoudite                    | Arabie saoudite     | 39 200                                          | 11,2 %        | 8 %              | 1 524                              |
| 9   | Drapeau de l'Italie                             | Italie              | 38 303                                          | 1,8 %         | 1,11 %           | 593                                |
| 10  | Drapeau de l'Inde                               | Inde                | 36 030                                          | 1,8 %         |                  | 31                                 |
| 11  | Drapeau du Brésil                               | Brésil              | 27 120                                          | 1,6 %         |                  | 142                                |
| 12  | Drapeau de l'Australie                          | Australie           | 26 900                                          | 1,9 %         |                  | 893                                |
| 13  | Drapeau de la Corée du Sud                      | Corée du Sud        | 26 550                                          | 2,9 %         |                  | 493                                |
| 14  | Drapeau de l'Espagne                            | Espagne             | 25 508                                          | 1,1 %         | 0,91 %           | 398                                |
| 15  | Drapeau du Canada                               | Canada              | 21 800                                          | 1,5 %         | 0,99 %           |                                    |
| 16  | Drapeau d’Israël                                | Israël              | 16 000                                          | 6,4 %         |                  | 1 882                              |
| 17  | Drapeau des Émirats arabes unis                 | Émirats arabes unis | 15 749                                          | 7,3 %         |                  | 2 653                              |
| 18  | Drapeau de la Turquie                           | Turquie             | 15 634                                          | 2,7 %         | 1,56 %           | 244                                |
| 19  | Drapeau des Pays-Bas                            | Pays-Bas            | 11 604                                          | 1,5 %         |                  | 759                                |
| 20  | Drapeau de la Pologne                           | Pologne             | 10 800                                          | 1,8 %         | 2,00 %           | 285                                |
| 21  | Drapeau de la Grèce                             | Grèce               | 10 398                                          | 3,2 %         | 2,38 %           | 1 230                              |
| 22  | Drapeau de Singapour                            | Singapour           | 9 829                                           | 4,3 %         |                  | 1 593                              |
| 23  | Drapeau de la Colombie                          | Colombie            | 9 191                                           | 3,7 %         |                  |                                    |
| 24  | Drapeau de l'Iran                               | Iran                | 9 174                                           | 1,8 %         |                  |                                    |
| 25  | Drapeau de Taïwan                               | Taïwan              | 8 535                                           | 2,4 %         |                  |                                    |
| 26  | Drapeau de l'Égypte                             | Égypte              | 7 150                                           | 2,1 %         |                  |                                    |
| 27  | Drapeau du Pakistan                             | Pakistan            | 6 410                                           | 2,8 %         |                  | 28                                 |
| 28  | Drapeau du Mexique                              | Mexique             | 6 300                                           | 0,5 %         |                  | 49                                 |
| 29  | Drapeau de la Norvège                           | Norvège             | 6 200                                           | 1,6 %         | 1,54 %           | 1 245                              |
| 30  | Drapeau de l'Algérie                            | Algérie             | 6 000                                           | 3,8 %         |                  |                                    |
| 31  | Drapeau de la Suède                             | Suède               | 5 500                                           | 1,2 %         |                  | 657                                |
| 32  | Drapeau de la Thaïlande                         | Thaïlande           | 5 200                                           | 1,9 %         |                  |                                    |
| 33  | Drapeau de la Corée du Nord                     | Corée du Nord       | 5 000                                           | 18 %          |                  |                                    |
| 34  | Drapeau de l'Indonésie                          | Indonésie           | 4 740                                           | 0,9 %         |                  |                                    |
| 35  | Drapeau du Koweït                               | Koweït              | 4 700                                           | 4,4 %         |                  | 1 289                              |
| 36  | Drapeau de l'Irak                               | Irak                | 4 663                                           | 5,4 %         |                  |                                    |
| 37  | Drapeau de la Belgique                          | Belgique            | 4 544                                           | 1,2 %         | 0,85 %           | 525                                |
| 38  | Drapeau du Danemark                             | Danemark            | 4 330                                           | 1,4 %         | 1,17 %           | 804                                |
| 39  | Drapeau de la Finlande                          | Finlande            | 4 051                                           | 1,5 %         |                  | 702                                |
| 40  | Drapeau d'Oman                                  | Oman                | 4 047                                           | 9,7 %         |                  |                                    |
| 41  | Drapeau du Venezuela                            | Venezuela           | 4 000                                           | 1,3 %         |                  |                                    |
| 42  | Drapeau de la Suisse                            | Suisse              | 4 000                                           | 0,8 %         |                  | 526                                |
| 43  | Drapeau du Portugal                             | Portugal            | 3 826                                           | 2,1 %         | 1,38 %           |                                    |
| 44  | Drapeau de l'Angola                             | Angola              | 3 774                                           | 4,2 %         |                  |                                    |
| 45  | Drapeau de l'Autriche                           | Autriche            | 3 650                                           | 0,9 %         |                  |                                    |
| 46  | Drapeau du Chili                                | Chili               | 3 620                                           | 3,5 %         |                  |                                    |
| 47  | Drapeau de la Malaisie                          | Malaisie            | 3 500                                           | 2,0 %         |                  |                                    |
| 48  | Drapeau du Maroc                                | Maroc               | 3 256                                           | 3,4 %         |                  |                                    |
| 49  | Drapeau de l'Argentine                          | Argentine           | 3 179                                           | 1,0 %         |                  | 65                                 |
| 50  | Drapeau d'Afrique du Sud                        | Afrique du Sud      | 3 160                                           | 1,3 %         |                  | 79                                 |
| 51  | Drapeau de la Tchéquie                          | République tchèque  | 2 529                                           | 1,4 %         | 1,04 %           |                                    |
| 52  | Drapeau des Philippines                         | Philippines         | 2 439                                           | 0,8 %         |                  |                                    |
| 53  | Drapeau de la République socialiste du Viêt Nam | Viêt Nam            | 2 410                                           | 2,5 %         |                  |                                    |
| 54  | Drapeau de la Roumanie                          | Roumanie            | 2 164                                           | 1,4 %         | 1,48 %           |                                    |
| 55  | Drapeau du Pérou                                | Pérou               | 1 992                                           | 1,4 %         |                  |                                    |
| 56  | Drapeau du Soudan                               | Soudan              | 1 991                                           | 3,4 %         |                  |                                    |
| 57  | Drapeau de la Syrie                             | Syrie               | 1 800                                           | 4,0 %         |                  |                                    |
| 58  | Drapeau du Nigeria                              | Nigéria             | 1 724                                           | 0,9 %         |                  |                                    |
| 59  | Drapeau de la Libye                             | Libye               | 1 500                                           | 1,2 %         |                  |                                    |
| 60  | Drapeau de l'Azerbaïdjan                        | Azerbaïdjan         | 1 421                                           | 3,4 %         |                  |                                    |
| 61  | Drapeau de la Jordanie                          | Jordanie            | 1 400                                           | 6,1 %         |                  |                                    |
| 62  | Drapeau de la Nouvelle-Zélande                  | Nouvelle-Zélande    | 1 358                                           | 1,2 %         |                  |                                    |
| 63  | Drapeau de l'Irlande                            | Irlande             | 1 354                                           | 0,6 %         |                  |                                    |
| 64  | Drapeau de la Hongrie                           | Hongrie             | 1 323                                           | 1,1 %         | 1,01 %           |                                    |
| 65  | Drapeau du Sri Lanka                            | Sri Lanka           | 1 280                                           | 3,5 %         |                  |                                    |
| 66  | Drapeau du Kazakhstan                           | Kazakhstan          | 1 227                                           | 1,2 %         |                  |                                    |
| 67  | Drapeau du Yémen                                | Yémen               | 1 222                                           | 3,9 %         |                  |                                    |
| 68  | Drapeau de l'Ukraine                            | Ukraine             | 1 200                                           | 2,9 %         |                  |                                    |
| 69  | Drapeau du Bangladesh                           | Bangladesh          | 1 137                                           | 1,0 %         |                  |                                    |
| 70  | Drapeau de la Croatie                           | Croatie             | 1 060                                           | 1,8 %         | 1,23 %           |                                    |
| 71  | Drapeau de la Slovaquie                         | Slovaquie           | 1 010                                           | 1,4 %         | 1,16 %           |                                    |
| 72  | Drapeau de la Serbie                            | Serbie              | 920                                             | 2,3 %         |                  |                                    |
| 73  | Drapeau du Liban                                | Liban               | 875                                             | 4,1 %         |                  |                                    |
| 74  | Drapeau de la Slovénie                          | Slovénie            | 788                                             | 1,6 %         | 0,94 %           |                                    |
| 75  | Drapeau de Bahreïn                              | Bahreïn             | 731                                             | 3,7 %         |                  | 911                                |
| 76  | Drapeau de la Biélorussie                       | Biélorussie         | 726                                             | 1,4 %         |                  |                                    |
| 77  | Drapeau de la Bulgarie                          | Bulgarie            | 698                                             | 2,0 %         | 1,35 %           |                                    |
| 78  | Drapeau du Kenya                                | Kenya               | 594                                             | 2,0 %         |                  |                                    |
| 79  | Drapeau de Chypre                               | Chypre              | 550                                             | 1,8 %         |                  |                                    |
| 80  | Drapeau de la Tunisie                           | Tunisie             | 548                                             | 1,3 %         |                  |                                    |
| 81  | Drapeau de la Géorgie                           | Géorgie             | 497                                             | 5,6 %         |                  | 151                                |
| 82  | Drapeau de l'Uruguay                            | Uruguay             | 491                                             | 1,6 %         |                  |                                    |
| 83  | Drapeau de l'Érythrée                           | Érythrée            | 469                                             | 20,9 %        |                  |                                    |
| 84  | Drapeau de l'Éthiopie                           | Éthiopie            | 450                                             | 1,0 %         |                  |                                    |
| 85  | Drapeau de la Lituanie                          | Lituanie            | 427                                             | 1,4 %         | 1,49 %           |                                    |
| 86  | Drapeau de l'Arménie                            | Arménie             | 404                                             | 4,2 %         |                  |                                    |
| 87  | Drapeau du Cameroun                             | Cameroun            | 368                                             | 1,6 %         |                  |                                    |
| 88  | Drapeau de la Côte d'Ivoire                     | Côte d'Ivoire       | 353                                             | 1,5 %         |                  |                                    |
| 89  | Drapeau du Botswana                             | Botswana            | 352                                             | 3,0 %         |                  |                                    |
| 90  | Drapeau de l'Estonie                            | Estonie             | 336                                             | 2,3 %         | 2,16 %           |                                    |
| 999 |                                                 | zz                  | 9e50                                            | 999           |                  |                                    |